# Auto-GPT
Auto-GPT是人工智能软件代理程序，使用者可以通过自然语言为渠道告知其计划，然后该程序则可将这一计划拆分为若干个子任务，并能够自动使用互联网或其他工具来实现这些任务。该程序使用了由OpenAI公司提供的GPT-4或GPT-3.5API模型，是首批将GPT-4应用于自动执行任务的程序之一。

## 详细信息
与ChatGPT等交互式系统不同的是，由于Auto-GPT无需人工输入每项具体的任务，它能够自动为自己安排新的目标，从而实现更宏大的计划。它能够执行对提示的响应以完成目标任务，并且在此过程中可以通过递归的方式修改自己的提示，以实现对新信息的响应。该程序可以通过写入和读取数据库和文件来管理短期或长期记忆，并可以通过汇总管理文本窗口长度的要求，还可以在无人值守的情况下执行基于互联网的操作（例如网络搜索、網頁表單和API交互），此外还能将文本输出为语音。
很多观察家赞扬了Auto-GPT编写、调试、测试和编辑代码的能力，甚至还认为这种能力可能会扩展到Auto-GPT自己的源代码，从而实现自我改进。但实际上Auto-GPT的底层GPT模型是专有模型，Auto-GPT无法对其修改，并且通常无法访问自身的基础系统代码。

## 背景
2023年3月14日，OpenAI发布了大型语言模型GPT-4，因其在很多任务中都具备高超的性能，各路观察家对此留下了深刻的印象。作为一个语言模型，GPT-4本身无法自主执行操作。但在预发布安全测试期间，红队研究人员发现GPT-4模型可以执行一些现实世界中的操作，例如说服TaskRabbit的工作人员为其解决验证码难题。微软团队的研究人员认为，鉴于GPT-4的能力水平接近于人类，因此可以将其视为通用人工智能的早期（但不完善）版本。不过研究人员同时强调，这一系统经实验证实存在严重的局限性。
Auto-GPT的发布者为游戏公司Significant Gravitas有限公司创始人托兰·布鲁斯·理查兹，发布日期为2023年4月20日。该程序在发布后不久便登上了GitHub热榜，而后又登上了推特热榜。

## 存在的问题
目前尚不确定Auto-GPT是否会找到实际应用。除了大型语言模型所营造的幻觉经常给使用者带来所困扰以外，Auto-GPT实际上很难完成任务。这两点正是开发人员一直在努力解决的问题。即使完成了某项任务，Auto-GPT有时也会忘记在后续的任务中使用此成果。例如当Auto-GPT完成程序代码的编写后，有时会忘记在后续的过程中使用先前产生的代码。此外，Auto-GPT难以有效的将大任务分解为子任务，经常造成子任务目标的重叠。

## 应用程序
开发人员开发了AgentGPT，它可以将Auto-GPT整合到个人浏览器中，能够让没有编程能力的使用者制作自己的软件代理程序。此外还有人利用Auto-GPT制作了ChaosGPT聊天机器人，该机器人甚至扬言要“毁灭人类”，不过没有成功。

## 延伸阅读
- Pounder, Les. . Tom's Hardware. 2023-04-15  [2023-04-16] （英语）.
- Wiggers, Kyle. . TechCrunch. 2023-04-22  [2023-04-23] （美国英语）.